# Gare de Kagoshima
La gare de Kagoshima (鹿児島駅, Kagoshima-eki) est une gare ferroviaire de la ville de Kagoshima, dans la préfecture éponyme au Japon. Elle est exploitée par la compagnie JR Kyushu.

## Situation ferroviaire
La gare de Kagoshima marque la fin des lignes principales Kagoshima et Nippō.

## Histoire
La gare a été inaugurée le 10 juin 1901.

## Service des voyageurs

### Accueil
La gare dispose d'un bâtiment voyageurs ouvert tous les jours, avec des guichets et des automates pour l'achat de titres de transport.

### Desserte
- Ligne principale Kagoshima :
  - voies 2 et 3 : direction Kagoshima-Chūō et Sendai
- Ligne principale Nippō :
  - voie 4 : direction Hayato et Miyazaki

### Intermodalité

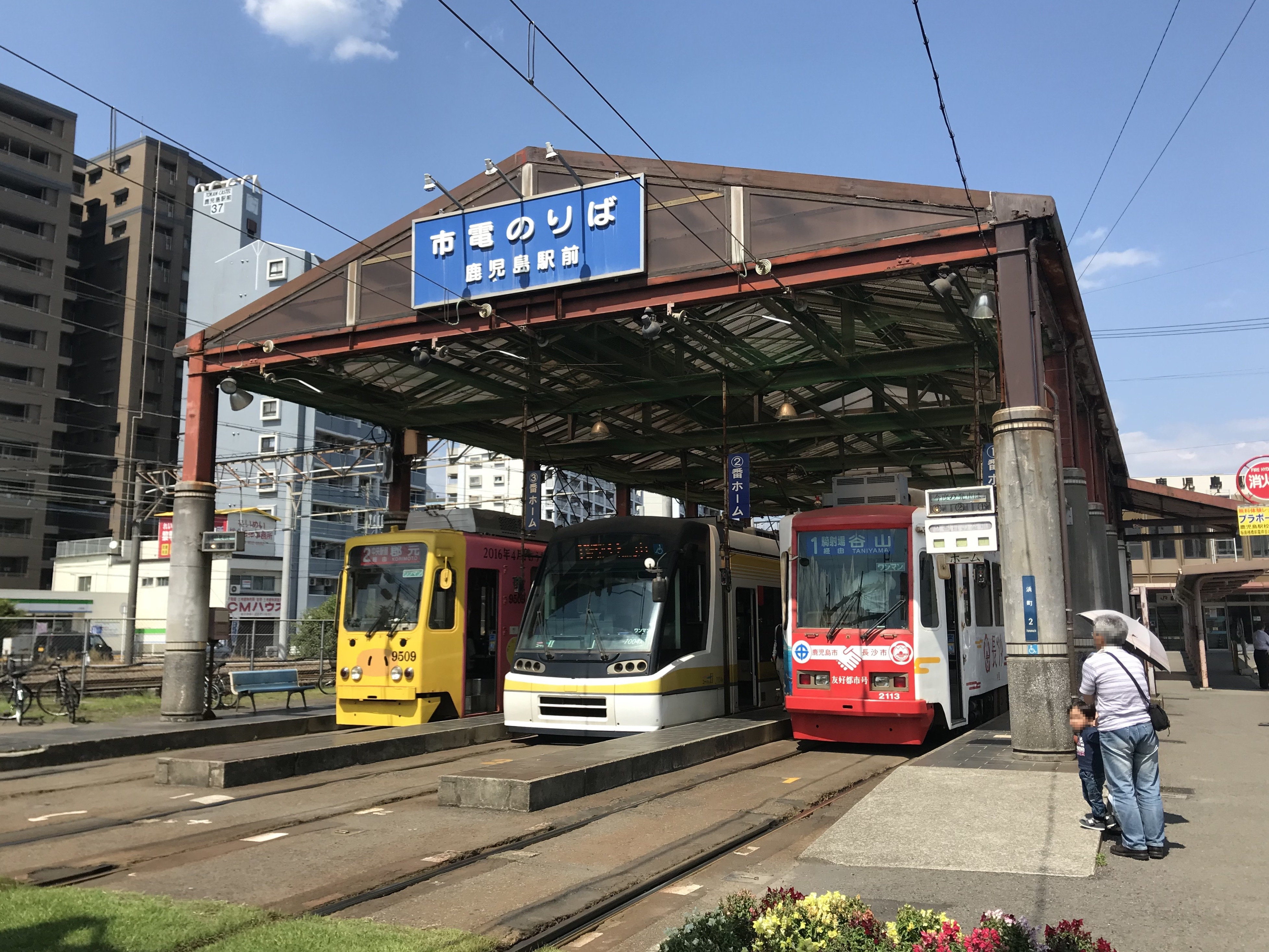
Terminus du tramway

Le terminus Kagoshimaeki-mae du tramway de Kagoshima se trouve sur le parvis de la gare.